# Władysław Pawelec (fotograf)
Władysław Pawelec (ur. 14 października 1923 w Mińsku Mazowieckim, zm. 28 października 2004 w Warszawie) – polski fotograf, prekursor fotografii erotycznej w Polsce. Członek ZPAF.

## Życiorys
Studiował na Akademii Medycznej w Lublinie, ukończył trzy lata studiów, dalszą edukację przerwała II wojna światowa. W latach 1947–1952 pracował w przemyśle farmaceutycznym jako st. asystent w laboratorium naukowo-badawczym. W 1952 r. otrzymał Nagrodę Państwową II stopnia w Dziale Postępu Technicznego za uruchomienie produkcji środka przeciwreumatycznego A.C.T.H. W tym też roku został przeniesiony do Instytutu Leków w Warszawie. 
W latach 1954–1964 w Instytucie Surowic i Szczepionek w Warszawie prowadził pracownię fotografii naukowej – równolegle zaczął uprawiać fotografię kreatywną i magazynową, pojawiły się też pierwsze publikacje prasowe. W tamtym czasie zapoznał się z metodami fotografii naukowej w szerokim zakresie, ze zdjęciami przy pomocy mikroskopu elektronowego włącznie.
W 1966 roku Władysław Pawelec został członkiem Związku Polskich Artystów Fotografików, nawiązał również współpracę z redakcją magazynu turystycznego "Światowid", gdzie opublikował kilkaset zdjęć okładkowych i liczne fotoreportaże z kraju i zagranicy. 
W 1974 roku miała miejsce jego pierwsza indywidualna wystawa fotografii pt. Monika w galerii ZPAF-u w Warszawie.
W 1976 roku artysta uległ poważnemu wypadkowi samochodowemu, co spowodowało roczną przerwę w pracy. Jednak szybko wrócił do działalności fotograficznej, co więcej, usamodzielnił się i założył własne studio w Warszawie. Jego specjalizacją była fotografia reklamowa i wydawnicza (szczególnie portret i akt). Z jego usług korzystało wiele znanych osób, m.in. Wojciech Młynarski, Czesław Niemen, zespół Czerwone Gitary, Katarzyna Sobczyk, Karin Stanek, Krystyna Konarska, Anna Dymna, Joanna Szczepkowska, Beata Tyszkiewicz, Joanna Pacuła oraz Izabela Trojanowska. 
W 1978 wziął udział w APA International Exhibiton of Photography w Tokio, w roku następnym nawiązał współpracę z japońską agencją fotograficzną "Orion-Press". W 1983 roku został wydany ilustrowany zdjęciami Pawelca, pierwszy w Polsce kalendarz typu "pin-up" w masowym nakładzie 200 tysięcy egzemplarzy, publikowany następnie w prasie na całym świecie. 
Rok 1984 zapisał się w jego biografii pierwszą indywidualną wystawą zagraniczną w "Canon Photo Gallery" w Amsterdamie. 
W 1986 roku wydany został przez amerykańskiego wydawcę Melrose Publishing Group album Friends of Zofia; zdjęcia artysty znalazły publikacje w licznych magazynach, brał udział w wystawach zbiorowych, m.in. na Biennale Fotografii w Turynie. 
Zmagający się z ciężkim schorzeniem kręgosłupa, pomimo swojego wieku, nie przestawał pracować nad kolejnymi projektami. Wciąż tworzył i realizował swoje pomysły, pracował nad autobiografią, stworzył makiety wciąż czekających na publikację albumów ilustrujących erotyczne wiersze polskie XX wieku oraz poezję Charles'a Baudelaire'a z tomu Kwiaty zła. W 1999 roku została wydana jego książka pt. Fotografia Aktu, będąca przewodnikiem po świecie fotografii erotycznej. 
W roku następnym powstał, zrealizowany przez Telewizję Polską, film dokumentalny poświęcony życiu i twórczości Władysława Pawelca, pt. Portret Artysty z nimfami w tle (reż. Krzysztof Rogulski). 
Artysta zmarł w 2004 roku w Warszawie, po wieloletnim zmaganiu z ciężką chorobą kręgosłupa.
Tak opisał twórczość artysty Krzysztof Teodor Toeplitz: "[...] Jego wyobraźnia cofa nas jakby o kilkadziesiąt lat w przeszłość. Wracamy z nim razem w krąg dawnego, zapomnianego już fetyszyzmu, zwiewnych materii, koronkowych pończoch, czarnych gorsetów, luster, pereł, amuletów, starych zegarów i secesyjnych statuetek. Ta dekoracja, ze znawstwem inscenizowana przez artystę, nie oznacza jedynie upodobania do rekwizytorni fin-de siecle'u, lecz znaczy także coś nieporównanie ważniejszego. Wypowiada się przez nią pogląd na kobietę jako istotę tajemniczą, niedookreśloną, odsłoniętą w swojej cielesności, ale równocześnie pozostawioną domysłowi gdy chodzi o jej wnętrze, myśli i nastroje...".

## Wystawy indywidualne (wybór)
- Monika, Galeria ZPAF, Warszawa, 1974
- Natalia, Galeria ZPAF, Warszawa, 1979
- Mała Galeria ZPAF, Toruń, 1979
- Galeria BWA, Lublin, 1981
- Canon Photo Gallery, Amsterdam, Holandia, 1984
- Die romantische Erotik van W. Pawelec, Gallery Paula Pia, Antwerpia, Belgia, 1984
- Kartki z albumu, Galeria ZPAF, Kraków, 1985
- Galeria Fotografii Hybrydy, Warszawa, 1985
- Erolife '93, Utrecht, Holandia, 1993
- Infocus Gallery, Kolonia, Niemcy, 1995
- Female nude, Six Images Photo Gallery. Amsterdam, Holandia, 2003

## Wystawy zbiorowe (wybór)
- World Press Photo, Haga, Holandia, 1966
- Inter-Press Photo, Moskwa, Rosja, 1966
- Woman in View, Amsterdam, Holandia, 1967
- APA International Photography Exhibition, Tokio, Japonia, 1978
- Das Aktfoto, Fotomuseum im Stadtmuseum, Monachium, Niemcy, 1985
- Współczesna fotografia polska, Galeria Zachęta, Warszawa, 1985
- East European Nude Photography, na Biennale di Fotografia, Turyn, Włochy, 1985
- Nudes in the Town Hall Prison, Tallin, Estonia, 1992

## Albumy fotograficzne
- Privat-Special Collection, DMK-Kunst und Photo Verlag, Norymberga, Niemcy 1983;
- Friends of Zofia, Melrose Publishing Company, U.S.A. 1986;
- Pawelec, portfolio, Artman Club, Tokio, Japonia 1991;
- Fotografia aktu, Videograf II, Katowice 1999.